# North Lake, Australien
North Lake är en sjö i Australien. Den ligger i delstaten Western Australia, omkring 14 kilometer söder om delstatshuvudstaden Perth. Arean är 0,20 kvadratkilometer. Den sträcker sig 0,6 kilometer i nord-sydlig riktning, och 0,5 kilometer i öst-västlig riktning.
Runt North Lake är det i huvudsak tätbebyggt. Runt North Lake är det tätbefolkat, med 383 invånare per kvadratkilometer. Genomsnittlig årsnederbörd är 1 018 millimeter. Den regnigaste månaden är maj, med i genomsnitt 176 mm nederbörd, och den torraste är februari, med 9 mm nederbörd.